# 가발 (드라마)
《가발》은 1989년 2월 19일에 방영되었던 베스트셀러극장이다.

## 줄거리
연극에 심취해 각가지 기행
대학 시절 연극반 활동에 심취했던 광진은 슈퍼마켓을 꾸려아내하고 단란한 생활을 하고 있는 사람이다.
그러나 같은 연극반이었고 자취도 같이 했던 주호는 아직도 방황만 하고 있다.
주호는 연극에 광적으로 빠져있던 선배 달호를 따르긴 했지만 맡은 배역에 평소 생활마저 완전히 변신했던 선배를 따라 갖가지 기행을 벌이게 되는데...

## 출연
- 김동수
- 김명곤
- 서갑숙
- 차주옥
- 정명현
- 조현철
- 정승화